# Jason Mecier
 (septembre 2017).
Jason Mecier est un artiste américain qui s'est spécialisé dans la réalisation de portraits de figures de la pop culture, ces portraits sont des mosaïques constituées d'objets de récupération. Ses réalisations sont d'inspiration warholiennes, dans le courant pop art réutilisant des objets de consommation courante et des objets usagés.

## Biographie
Sans éducation artistique particulière, il grandit à Grass Valley en Californie et se fait connaître d'abord pour des portraits de stars de la télévision des années 1970 : il réalise des séries de portraits de la série Drôles de dames à l'aide de haricotes et de pâtes, puis sur commande d'Entertainment Weekly réalise des portraits des personnages de Melrose Place. À partir de 1995 il commence à changer ses matériaux de base pour la confection des portraits, remplaçant les pâtes et légumineuses par des objets de consommation comme des bouteilles de vernis à ongles, des briquets et des allumettes.
Parmi ses portraits célèbres, celui de Whitney Houston, Amy Winehouse, Courtney Love, Michael Jackson et Heath Ledger ont été entièrement réalisés à l'aide de médicaments, celui de Rosie O'Donnell a été réalisé uniquement avec de la nourriture, afin de faire référence aux excès de ces stars. Les portraits constitués de pilules ont été critiqués comme manquant d'égards aux personnalités dépeintes, qui ont souvent lutté une partie de leur vie contre des problèmes de drogues ou bien sont mortes d'overdose,,. Aussi controversé : le portrait qu'il fit de JonBenét Ramsey, une petite fille kidnappée et retrouvée morte, réalisée à l'aide de chaussures d'enfants.
Son utilisation du recyclage d'objets a amené certaines stars à lui envoyer des objets leur ayant appartenu, de manière qu'il puisse incorporer ces objets dans leurs portraits. La série de portraits qu'il a réalisé à l'aide des objets envoyés par les stars a été intitulée Celebrity Junk Drawer, en français « vide-poche des célébrités ».
Plusieurs stars ont par ailleurs acheté leurs propres portraits (comme O'Donnell, mais aussi P!nk ou Margaret Cho),. La plupart de ses portraits sont des commandes dont le prix commence à 1 500 $ et peut augmenter en fonction de la complexité et de la taille du portrait.
Jason Mecier est ouvertement gay et habite à San Francisco où il vit avec son compagnon depuis vingt ans. 
Jason Mecier a réalisé plusieurs expositions de ses œuvres, dont Man candy et Candylebrity, présentant ses œuvres réalisées à l'aide de confiseries, Celebrity Junk Drawer et Celebrity Trash.